# Nina Ernst
Nina Ernst (* 1975 in Göttingen) ist eine deutsche Sängerin, Schauspielerin, die zeitweise in Brasilien lebte.

## Leben
Nina Ernst verbrachte ihre Kindheit und Jugend in der Gemeinde Rosengarten südlich von Hamburg. Nach der Schulzeit absolvierte sie von 1998 bis 2001 ein Studium an der Stage School in Hamburg, das sie als Jahrgangsbeste abschloss. Anschließend führte ihr Weg sie nach Berlin, wo sie ihre Liebe zum Jazz entdeckte und bis heute lebt. Zusätzlich zu ihrer klassischen Gesangsausbildung nahm sie u. a. Gesangsunterricht bei Sheila Jordan.
2009 veröffentlichte sie ihr in Rio de Janeiro entstandenes erstes Studioalbum, eine Bossa Nova-CD mit dem Titel „Nina Ernst canta Jobim“ beim Label Fina Flor. Das Album erhielt in Brasilien viele gute Kritiken und wurde auch von Leny Andrade gelobt.
Im Jahr 2019 entstand mit „A Diva’s Mind“ das zweite Studioalbum von Nina Ernst beim Label Fina Flor. Bei diesem Projekt haben Künstler der beiden Städte Berlin und São Paulo kreativ zusammengearbeitet.
Im Jahr 2024 veröffentlichte sie das Album „Dunkles Licht“ mit eigenen deutschsprachigen Liedern, die sie – teilweise mit dem Pianisten Tino Derado – während der Corona-Pandemie geschrieben hat, sowie zwei portugiesischsprachige Songs ihrer brasilianischen Sängerkollegin Mônica Salmaso.
Des Weiteren ist Nina Ernst als Theater-, Film- und Fernsehschauspielerin tätig sowie im Werbefernsehen zu sehen. Sie hat außerdem in Musikvideos mitgewirkt und fungiert auch in Hörfunkproduktionen als Sprecherin sowie Moderatorin.

## Diskografie

### Studioalben
- 2009: Nina Ernst canta Jobim (Musiklabel: Fina Flor)
- 2019: A Diva’s Mind (Musiklabel: Fina Flor)
- 2024: Dunkles Licht (Musiklabel: GLM Music)

## Filmografie
- 2008: Angie (Fernsehserie, 2 Folgen)